# Ophiiulus collaris
Ophiiulus collaris är en mångfotingart som beskrevs av Karl Wilhelm Verhoeff 1930. Ophiiulus collaris ingår i släktet Ophiiulus och familjen kejsardubbelfotingar. Inga underarter finns listade i Catalogue of Life.